# Per le antiche scale
Per le antiche scale is een Italiaans-Franse film van Mauro Bolognini die werd uitgebracht in 1975.
Het scenario is gebaseerd op het verhaal Dentro la cerchia delle mura uit de gelijknamige verhalenbundel (1972) van Mario Tobino. 

## Verhaal
Toscane, de jaren dertig van de twintigste eeuw.
Professor Bonaccorsi werkt in een psychiatrische inrichting in de provincie. Hij is een bekende en begeesterde psychiater die de leiding heeft over die kleine, afgesloten wereld. Hij doet er onderzoek naar de waanzin. 
Hij is ook een groot vrouwenliefhebber en die verslaving botviert hij op drie aantrekkelijke vrouwen in zijn onmiddellijke werkomgeving:  Francesca, de echtgenote van zijn directeur; zijn verleidelijke verpleegster Bianca, en Carla, de nymfomane vrouw van een collega-arts.
Bonaccorsi's perfect op wieltjes draaiend wereldje wordt op een dag echter verstoord door een knappe verschijning, psychiater Anna Bersani die stage in de instelling komt lopen. Ze wijst niet alleen zijn avances af, ze is ook helemaal niet akkoord met zijn theorieën over de oorzaken van waanzin noch met zijn manier om zijn patiënten te behandelen..

## Rolverdeling
| Acteur               | Personage                                              |
| -------------------- | ------------------------------------------------------ |
| Marcello Mastroianni | professor Bonaccorsi                                   |
| Françoise Fabian     | dokter Anna Bersani                                    |
| Marthe Keller        | Bianca, de assistente van Bonaccorsi                   |
| Lucia Bosè           | Francesca, de vrouw van de directeur van de inrichting |
| Barbara Bouchet      | Carla, de vrouw van een collega                        |
| Adriana Asti         | Gianna                                                 |
| Silvano Tranquilli   | professor Rospigliosi                                  |
| Charles Fawcett      | dokter Sfameni                                         |